# Personnages de Pretty Little Liars
Cet article recense la liste des personnages de la série télévisée Pretty Little Liars.

## Généralité
| Acteur            | Rôle                | Saisons    | Saisons    | Saisons    | Saisons    | Saisons    | Saisons    | Saisons     | Voix française    |
| Acteur            | Rôle                | Saison 1   | Saison 2   | Saison 3   | Saison 4   | Saison 5   | Saison 6   | Saison 7    | Voix française    |
| ----------------- | ------------------- | ---------- | ---------- | ---------- | ---------- | ---------- | ---------- | ----------- | ----------------- |
| Troian Bellisario | Spencer Hastings    | Principale | Principale | Principale | Principale | Principale | Principale | Principale  | Sandra Valentin   |
| Troian Bellisario | Alex Drake          |            |            |            |            |            |            | Principale, | Sandra Valentin   |
| Ashley Benson     | Hanna Marin         | Principale | Principale | Principale | Principale | Principale | Principale | Principale  | Karine Foviau     |
| Drew Van Acker    | Jason Dilaurentis   | Principale | Principale | Principale | Principale | Principale | Principale | Principale  | Emmanuel Garijo   |
| Lucy Hale         | Aria Montgomery     | Principale | Principale | Principale | Principale | Principale | Principale | Principale  | Élisabeth Ventura |
| Shay Mitchell     | Emily Fields        | Principale | Principale | Principale | Principale | Principale | Principale | Principale  | Ingrid Donnadieu  |
| Ian Harding       | Ezra Fitz           | Principal  | Principal  | Principal  | Principal  | Principal  | Principal  | Principal   | Thomas Roditi     |
| Laura Leighton    | Ashley Marin        | Principale | Principale | Principale | Principale | Principale | Principale | Principale  | Danièle Douet     |
| Sasha Pieterse    | Alison DiLaurentis  | Principale | Principale | Principale | Principale | Principale | Principale | Principale  | Cécile Nodie      |
| Holly Marie Combs | Ella Montgomery     | Principale | Principale | Principale | Invitée    | Invitée    | Récurrente | Invitée     | Vanina Pradier    |
| Chad Lowe         | Byron Montgomery    | Principal  | Principal  | Principal  | Invité     | Invité     | Récurrent  | Invité      | Patrick Mancini   |
| Bianca Lawson     | Maya St. Germain    | Principale | Principale | Invitée    |            |            |            |             | Fily Keita        |
| Nia Peeples       | Pam Fields          | Principale | Récurrente | Récurrente | Récurrente | Invitée    | Récurrente | Invitée     | Odile Schmitt     |
| Tyler Blackburn   | Caleb Rivers        | Récurrent  | Récurrent  | Principal  | Principal  | Principal  | Principal  | Principal   | Stanislas Forlani |
| Janel Parrish     | Mona Vanderwaal     | Récurrente | Récurrente | Principale | Principale | Principale | Principale | Principale  | Geneviève Doang   |
| Andrea Parker     | Jessica DiLaurentis | Invitée    | Invitée    |            | Récurrente | Invitée    | Invitée    | Principale  | Françoise Rigal   |
| Andrea Parker     | Mary Drake          |            |            |            | Récurrente |            | Invitée    | Principale  | Françoise Rigal   |
| Keegan Allen      | Toby Cavanaugh      | Récurrent  | Récurrent  | Récurrent  | Récurrent  | Récurrent  | Récurrent  | Récurrent   | Hervé Rey         |
| Lesley Fera       | Veronica Hastings   | Récurrente | Récurrente | Récurrente | Récurrente | Récurrente | Récurrente | Récurrente  | Céline Monsarrat  |

## Personnages principaux

### Alison Dilaurentis
Alison est une jeune fille de 15 ans qui le soir de la fête du travail disparaît. 1 an après, on retrouve son corps sans aucune trace du tueur (qui n'a jamais été retrouvé) s'appelle en réalité « l'agresseur d'Alison ». 
Ses parents se nomment Kenneth et Jessica DiLaurentis. Elle a un frère du nom de Jason Dilaurentis, on découvrira que c'est en fait son demi-frère.
Elle a 4 meilleures amies, Aria Montgomery, Hanna Marin, Spencer Hastings et Emily Fields. L'enquêteur qui s'occupait de l'affaire "Alison Dilaurentis" était un policier corrompu, il a eu des relations plus que privé avec la jeune fille, il a donc été accusé de son meurtre car Alison était apparemment enceinte. Quelques saison après les Liars se demandent si Alison est réellement décédée alors elles partent à sa recherche dans une ville voisine nommée « Ravenswood » (c'est d'ailleurs le nom de la ville du spin-off de Pretty Little Liars). Elles découvrent qu'elle n'est pas décédée mais qu'elle se cachait de "A" et l'agresseur d'Alison est Cece/Charlotte/Charle/Charlie Drake, la demi sœur de Spencer et elles découvrent par la même occasion que c'est elle qui les harcèle sous l'initiale "A". 
Quelques années plus tard, Alison demande la libération de Charlotte sa demi-sœur. On découvre qu'Alison est mariée à Archer Rollins, le médecin de Charlotte puis elle le tue (c'est en réalité Hanna qui la tué mais elle était aussi dans la voiture). 
Alison et Emily se mettent en couple puis se marient. Alison découvre qu'elle est enceinte de Archer puis A.D lui donne des indices lui faisant comprendre que c'est Emily la mère des bébés (Wren Kingston est le père mais elles ne le sauront jamais). Leurs filles se nomment Lily et Grace.

### Spencer Hastings
Spencer Hastings est une des liars.
Elle est la plus intelligente des 5 et la plus mature.
C’est la fille adoptive de Veronica Hastings. Elle apprendra après que Mary Drake est sa véritable mère, qu'elle a une sœur jumelle nommée Alex et qu´elle est la demi-sœur de Charlotte autrement connu sous le nom de A. 
Son véritable amour est Toby. Cependant, elle aura une courte relation avec Caleb Rivers (qui était à ce moment-là, l'ex de Hanna). 
Elle a toujours été en conflit avec Alison.
Elle a souffert de problèmes d'addiction. 

### Hanna Marin
Hanna Marin, est la fille d’un couple divorcé : Ashley et Tom Marin. Elle a, par son père, une demi-sœur détestable et détestée par celle-ci, Kate Randall. Adolescente, elle souffrait de boulimie et se sentait mal dans sa peau. Elle cherchait souvent du réconfort auprès de son amie Alison DiLaurentis. Après la disparition de cette dernière, la silhouette d’Hanna s’est affinée. Et, avec l’aide de son amie Mona Vanderwaal, elle change également de look et obtient alors les regards des garçons de son entourage. Elle a ensuite été la petite amie de Caleb Rivers. Après ses études, elle devenue l'assistante d'une mannequin égocentrique et capricieuse, qui finira par renvoyer Hanna. Caleb a rompu avec elle, lassé d'être laissé au second plan de ses priorités par le travail d'Hanna. Peu après, Hanna s'est mis en couple puis fiancée à un styliste de mode new-yorkais, Jordan Hobart, mais Hanna finira se séparer de lui après avoir embrassé Caleb (et se remettra avec Caleb par la suite ; et l'épousera en secret quelque temps plus tard).

### Aria Montgomery
Aria Montgomery, est la fille d'Ella et de Bayron Montgomery. Elle a un frère prénommé Mike. Aria est une bonne amie d'Alison. Dès la saison 1, aria était en balade avec alison puis elles ont vu le père d’aria (Bayron) avec une autre femme . Bayron décide de s’en aller en Island pendant 1 an pour régler les affaires de famille. Puis en revenant, Aria a rencontré un homme du nom d'Ezra Fitz qui devient son professeur . 
elle a entamé une relation avec son professeur de littérature, Ezra Fitz, relation tout d'abord compliquée et contestée, principalement par les parents d'Aria. En plus de sa relation difficile avec Ezra, Aria a eu de nombreuses liaisons, flirts ou aventures : notamment avec Noel Kahn, Andrew Campbell ou encore Jason DiLaurentis. Après ses études à Savannah (Géorgie), elle est devenue éditrice et s'est fiancée à son collègue Liam Greene, mais retombe finalement dans les bras d'Ezra avec lequel elle s'est récemment fiancée puis mariée dans le final de la série. Elle a d'ailleurs co-écrit avec lui un roman retraçant sa relation avec son ex-petite amie Nicole, disparue lors d'un voyage humanitaire en Amérique du Sud.

### Emily Fields
Emily Fields, est une jolie femme, gentille, grande et est une excellente nageuse. Elle est la fille de Pam et Wayne Fields. Elle a longtemps caché à ses proches son secret : elle est homosexuelle. Elle est naïve et douce, mais est la plus fidèle amie d'Alison et celle qui tient le plus à elle. En couple avec Maya St. Germain lors de la première saison, la mort de cette dernière laisse Emily désemparée. Elle a ensuite eu une relation avec Paige McCullers, une ancienne victime des moqueries d'Alison. À la fin de la saison 4, elle apprend qu'elle ne peut plus nager à haut niveau à cause d'une blessure à l'épaule que lui a infligé -A. Elle a travaillé dans de nombreux bars dont le bar-restaurant "The Brew" racheté par Ezra. Après sa relation avec Paige, elle entretiendra de nombreux flirts : Talia, serveuse au Brew, Sara Harvey, la fille qui était enfermée dans la maison de poupée et Sabrina, une serveuse du Brew puis du Radley, avec qui Emily entretient actuellement une liaison. Durant ses études à l'université Pepperdine en Californie, son père Wayne, militaire cardiaque, meurt, et Emily en souffre énormément et dépense tout ce que son père lui a légué, ce qui la force à interrompre ses études, faute de financement, et à travailler dans un bar. Après son retour à Rosewood, elle est engagée comme barman au Radley (devenu entre-temps un hôtel-restaurant désormais propriété d'Ashley Marin).

### Mona Vanderwaal
Mona Vanderwaal, est l'ancienne meilleure amie d'Hanna Marin et une plus ou moins adjuvante des filles. Elle est la fille de Leona Vanderwaal. Bien qu'elle fût atteinte de nombreux troubles psychiques (dus au comportement d'Alison envers elle), Mona est une jeune femme extrêmement intelligente et perspicace, particulièrement douée en informatique, tout comme Caleb. Elle a été la petite amie de Noel Kahn et, surtout, de Mike Montgomery, le petit frère d'Aria. Elle a été le tout premier "A" et agissait originellement pour se venger des moqueries incessantes d'Alison envers elle puis transféra sa colère contre les filles et commença alors à les harceler, c'était le début du jeu de "A". Lorsqu'elle fut démasquée à la fin de la saison 2, elle fut internée à l'institut psychiatrique de Radley et y fit la connaissance de Charlotte DiLaurentis, la cousine maternelle et frère/sœur adoptive d'Alison. En lui contant ce qu'elle avait fait subir à Alison et aux filles, elle est devenue involontairement l'une des principales raisons des agissements du second "A", Charlotte. Durant la saison 3, elle a travaillé avec Charlotte en partageant le jeu de "A" avec elle, mais celle-ci a fini par lui voler son jeu et Mona est devenue elle-même une victime de "A". À partir de la saison 4, elle deviendra progressivement une nouvelle alliée des filles, malgré les réticences de certaines à lui faire confiance. Elle avouera dans le final de mi-saison de la saison 6 que c'est elle qui a frappé Bethany Young à la tête avec une pelle, en la confondant avec Alison. Mona a fait ses études à l'université Duke et travaille désormais à Washington dans le domaine de la politique. Il sera révélé que c'est elle qui a tué Charlotte : en effet, ayant compris la vraie nature de celle-ci, Mona l'a confrontée dans le clocher de l'église et l'a, en état de légitime défense, accidentellement tué. Elle a ensuite décidé de maquiller sa mort en suicide.

### "A"
"A" est l'antagoniste principal de la série. Cette personne connaît tous les secrets des filles et aime à s'en servir pour leur faire du mal. C'est un véritable tyran qui s'amuse de ce qu'il appelle "son jeu", harceler, espionner, faire chanter (et parfois même agresser directement) les filles. Il les considère comme ses poupées, qu'il peut contrôler et manipuler à sa guise. Il les harcèle principalement via des SMS signés "-A" (ou plus récemment "A.D."), émis depuis un téléphone portable au numéro bloqué, et parfois même directement à l'écrit avec toutes sortes de supports (miroir, papier, mur, etc.). Pour cacher son identité, "A" est généralement vêtu d'un sweat à capuche noir, d'un pantalon noir, de gants en cuir noirs et de chaussures noires. Il utilise également des masques pour dissimuler son visage ainsi que divers autres déguisements (imper rouge, veuve noire, vieil homme, groom d'hôtel, masques d'Alison ou d'autres personnages, etc.). "A" dispose systématiquement d'un repaire, un lieu dans lequel il organise et planifie ses agissements, seul ou avec ses complices. Au fil des saisons, "A" a eu plusieurs repaires différents : des appartements, des sous-sols et même un camping-car.
Les différents "A" apparus dans la série sont :
- Mona Vanderwaal (saisons 1 à 3)
- Charlotte DiLaurentis (saisons 3 à 6)
- Sara Harvey (saisons 4 à 6 ; complice de Charlotte)
- Alex Drake (saison 6 à 7 ; sous le pseudonyme d'A.D.)

## Personnages secondaires
La série fait appel à de très nombreux personnages secondaires, en voici quelques-uns.

### Jason Dilaurentis[2]
- Jason DiLaurentis est né en 1988 à Atlanta[1] de Jessica DiLaurentis et Peter Hastings. Jason est le produit de la liaison de longue date entre Jessica et son voisin, Peter Hastings. Quand Jessica a découvert qu’elle était enceinte, elle a dit à son mari, Kenneth DiLaurentis, que l’enfant était le sien. Kenneth a cru que c’était vrai et il a signé le certificat de naissance de Jason. Il a été gardé dans l’ignorance au sujet de la véritable parenté de Jason jusqu’à plus tard dans la vie de Jason. Enfant, Jason était proche de sa sœur adoptive, Charlotte DiLaurentis, car ils avaient l’âge très proche. Lorsque Jason avait cinq ans, Jessica a donné naissance à son deuxième enfant et à sa demi-sœur, Alison. Quelques mois plus tard, Charlotte a été envoyée au sanatorium de Radley pour une aide psychiatrique intense. Parce que Jason était si jeune, il a grandi en croyant que "Charlie" était un ami imaginaire en raison de ses parents tout sauf l’effacement de l’existence de Charles. Il est resté proche de sa petite sœur, Alison, jusqu’à ce qu’ils soient adolescents et commencent à se séparer. Adolescent, il était considéré comme l’enfant rebelle en raison de sa consommation de marijuana et de ses fréquentations avec Ian Thomas et Garrett Reynolds. Au lycée, aux côtés de Ian et de Garrett, j’étais dans un club secret appelé N.A.T. Fait intéressant, l’élève de la Ivy League n’avait participé à aucun autre club scolaire. Il est également révélé dans un flashback de la saison 2, qu’il détestait presque Alison parce qu’elle allait souvent dans sa chambre et prenait ses affaires. Jason révèle plus tard qu’il a toujours été jaloux d’Alison, et avait senti que ses parents pensaient qu’ils "avaient perdu le mauvais enfant". Il a été avec CeCe Drake pendant plus d’un an, sans savoir qu’elle est en fait sa cousine. Elle a rompu avec lui le jour après la découverte du corps d’Alison, ce qu’il a pris très mal et l’en a dégoûtée. Il prend plus tard un grand intérêt pour Aria comme ils commencent à se rapprocher les uns des autres parce qu’ils veulent aider Mike et ils sont tous deux attirés par le fait qu’ils partagent un baiser, jusqu’à ce qu’elle le rejette parce qu’elle est déjà dans une relation avec Ezra Fitz.Jason était dans la maison de sa grand-mère quand il a découvert une boîte cachée dans les planches de plancher de la chambre d’Alison. À l’intérieur, il y avait des lettres d’amour écrites entre Jessica et Peter qui étaient à la fois romantiques et sérieuses. Après la naissance de Jason, les lettres ont changé du point de vue romantique à un point de vue plus légal. Jason a déterminé, à partir des lettres, qu’il était le fils de Peter et le demi-frère de Spencer et de Melissa. Quand on a découvert qu’Alison était en vie, il semblait choqué et agissait souvent de façon trop protectrice envers elle. Quand il a supposé qu’Alison avait tué Mona, il "l’a donné" et peu de temps après est devenu proche de son employée, Ashley. Ils ont eu une liaison d’un soir pendant qu’elle avait un petit ami, mais peu de temps après, elle s’est sentie coupable et a arrêté de travailler pour Jason. Après les événements de la maison de poupée, Jason découvre l’existence de sa sœur Charlotte, ce qui le fait se sentir très vide et il envisage même de boire de l’alcool jusqu’à ce qu’Alison l’arrête. Quelques semaines plus tard, Jason est enlevé et drogué par sa propre sœur, Charlotte. Après avoir été révélée comme Big A, Charlotte a été internée à Welby, où il la visite avec Alison. Dans le saut temporel, Jason a fait un voyage de bienfaisance en Éthiopie et est retourné à New York pour suivre un programme de formation, où il a acquis une propriété. Pendant les trois semaines de son programme d’entraînement, il avait une relation secrète avec Aria Montgomery, mais ils se sont séparés et voulaient des choses différentes pour leur avenir. Jason a vécu en Éthiopie pendant environ un an de plus, jusqu’à ce qu’il revienne à New York et fasse un autre voyage pour rendre visite à Alison à Rosewood. Ils ont eu plusieurs discussions pour avoir des points de vue différents sur Mary. Quelque temps plus tard, Aria a révélé à Jason l’existence d’un deuxième enfant de Mary, les deux sont venus à la déduction que cet enfant était Noel parce que les dossiers d’adoption suggéraient cela. Après cela, Jason est retourné à New York et on n’a pas beaucoup entendu parler de lui. Personnalité Jason est calme, réservé et un peu froid. Il peut être méfiant et a tendance à agir de manière impulsive. Il s’intéresse aux sports, à la photographie et à la charité. Enfant, Jason semblait très proche de sa mère, mais quand Alison est née, Jason est devenu jaloux de sa sœur et de l’attention qu’elle recevait de leurs parents, ce qui l’a conduit à avoir une mauvaise relation avec elle. Adolescent, Jason a été impliqué dans des problèmes de toxicomanie et les mauvaises influences de ses amis, des problèmes qui ont duré jusqu’à l’âge adulte. Après la disparition de sa sœur, pensant qu’il avait assassiné Alison, mais ne s’en souvenait pas pour avoir été ivre cette nuit-là, il a mis de côté l’abus de substances et a commencé à aider les jeunes ayant les mêmes problèmes. Après que Charlotte ait été admise chez Welby et que Jason ait passé du temps en Éthiopie, il semble avoir un comportement plus détendu, tout en continuant à se méfier des gens qui sont nouveaux pour lui. Apparence physique Jason est un jeune homme très attrayant avec des cheveux blonds, sales et des yeux verts en forme d’amande. Il a une mâchoire carrée associée à des traits doux et parfois à de subtils poils faciaux. Après le saut dans le temps, Jason revient à Rosewood avec de longs cheveux et une barbe bien développée.

### Ezra Fidgerald
- Ezra Fitz, est le petit ami secret (puis le fiancé et finalement l'époux) d'Aria Montgomery il est également son ancien professeur de littérature, et est vraiment protecteur envers elle. Il est issu d'un milieu aisé, est le fils de Dianne Fitzgerald et a un jeune frère, Wesley. Il fut professeur à Hollis, l'université de Rosewood. Durant ses années d'études, il a eu une liaison avec une étudiante, Maggie Cutler, et croyait (à tort) que le fils de celle-ci, Malcolm, était de lui. Il a eu une relation avec une de ses anciennes collègues, Jackie Molina, une femme peu appréciée par Aria. Il est, par la suite, devenu écrivain et a co-écrit avec Aria, un livre retraçant l'histoire qu'il a vécu avec son ex-petite amie Nicole Gordon, une humanitaire rencontrée durant la saison 6, présumée morte assassinée par des rebelles lors d'un voyage en Amérique du Sud (mais qui s'avéra plus tard être encore en vie).

### Toby Cavanaugh
- Toby Cavanaugh, est le petit ami (puis ex-petit ami avant qu'il ne se remettent finalement ensemble) de Spencer Hastings et l'ex-flirt d'Alison DiLaurentis. Il est le fils de Daniel et Marion Cavanaugh et le demi-frère de Jenna Marshall. Sa mère a été assassinée par Bethany Young, une jeune patiente qui étais aussi internée à Radley. Tout le monde a toujours pensé qu'elle s'était suicidé, sauf Toby. Toby et Spencer ont longtemps fait des recherches pour savoir ce qui était arrivé à Marion, à tel point que Toby a travaillé un temps pour "A" afin d'obtenir des informations sur la mort de sa mère. Durant leur adolescence, Jenna obligeait Toby à coucher avec elle. Toby est officier de police à Rosewood et est fiancé à Yvonne Phillips, la fille de Kristine Phillips, la concurrente de Veronica Hastings lors de l'élection sénatoriale de Pennsylvanie. Yvonne finit toutefois par mourir, juste après que Toby et elle se soient mariés.

### Caleb Rivers
- Caleb Rivers, est le petit ami (puis époux) de Hanna Marin. Il est pauvre et a été adopté par une femme hautaine appelée Janettes. Ses parents biologiques sont Claudiae Dawsone, une riche californienne, et Jamie Doyle, le charpentier qui a restauré l'église de Rosewood. Il a deux demi-frères maternels, James et Claye Dawsone. Il a eu une longue relation avec Hanna Marin, mais a fini par rompre avec elle car il en avait assez de son envahissant travail qui le mettait lui au second plan. Il est sorti avec Spencer, mais ils mirent un terme à leur relation, déjà fragilisée par les sentiments renaissants de Caleb pour Hanna. Caleb est un génie de l'informatique et ses compétences de hacker sont très utiles aux filles

### Jenna Marshall
- Jenna Marshall, est la demi-sœur de Toby Cavanaugh. Elle a été accidentellement rendue aveugle par les filles, lors d'une blague contre Toby initiée par Alison. Elle a été la petite amie de Noel Kahn, Garrett Reynolds et Nigel Wright. Durant son adolescence, elle obligeait son demi-frère Toby à coucher avec elle. Elle était amie avec Shana Fring et toutes deux étaient membres de l'Alliance, dont la sœur de Spencer, Melissa, était également membre. Elle est une ennemie récurrente de filles. Durant le saut dans le temps, elle s'était liée d'amitié avec Charlotte et travaille donc désormais pour "A.D.", le nouveau tortionnaire des filles.

### Charlotte DiLaurentis
- Charlotte DiLaurentis, (née Charles Drake, devenu Charles DiLaurentis ; également connue pendant un temps sous le nom de CeCe Drake) est l'enfant biologique de Mary Drake et de Ted Wilson (le pasteur de Rosewood), la/le neveu/nièce biologique et enfant adoptif de Jessica DiLaurentis et donc la/le cousin(e) maternel(le) et frère/sœur adoptif(ve) d'Alison et Jason. Charlotte est une jeune femme transgenre belle et brillante, mais qui a souffert toute sa vie d'importants troubles psychologiques et émotionnels. Elle est née homme, sous le nom de Charles Drake, et est devenue une femme durant son adolescence. Lorsqu'elle était petite, elle fut internée à Radley à la suite d'un malentendu et y resta jusqu'à la saison 3. Elle y fit la connaissance de Mona, qui lui conta ses agissements contre les filles, ce qui l'encouragea à devenir le second "A". Elle fut donc le deuxième "A" durant quatre saisons, de la saison 3 à la saison 6. Après avoir révélé son identité et mis volontairement fin à son jeu dans la saison 6, elle fut internée à l'hôpital psychiatrique de Welby State, où elle resta enfermée cinq ans. Mais, malheureusement, elle fut assassinée dès sa sortie par une personne inconnue et son meurtre est actuellement au centre de l'intrigue. Finalement, on découvrira que le meurtrier de Charlotte n'est autre que Mona : en effet, celle-ci s'était rendu compte que Charlotte n'avait absolument pas l'attention de cesser d'être "A", et même qu'elle voulait faire encore pire qu'avant. Ainsi, Mona a confronté Charlotte au sommet du clocher de l'église, les deux jeunes femmes se sont battues et Mona, en état de légitime défense, l'a accidentellement tuée. Prise de panique, elle a décidé de maquiller la mort de Charlotte en suicide en la jetant du haut du clocher, après lui avoir préalablement nettoyé les ongles et glissé des pétales de roses entre les mains.

### Melissa Hastings
- Melissa Hastings, est la sœur de Spencer Hastings et la fille de Veronica et Peter Hastings. Elle est la veuve de Ian Thomas et a été également fiancé à Wren Kingston. Durant lors enfance et adolescence, Melissa et Spencer ont toujours été en concurrence et se jalousaient, surtout au niveau des garçons. Elle a étudié à la Wharton School et vit désormais à Londres, en Angleterre.

### Wren Kingston
- Wren Kingston, est l'ex-fiancé de Melissa Hastings, l'ex-flirt de Spencer Hastings et Hanna Marin. Il est médecin et a notamment travaillé à Radley comme bénévole. Il était en couple avec Alex Drake, qui l'a ensuite tué pour ne pas rompre avec lui.